# Otto C. A. zur Nedden
Otto Carl August zur Nedden, meist nur Otto C. A. zur Nedden, (* 18. April 1902 in Trier; † 23. Oktober 1994 in Dortmund) war ein deutscher Theater- und Musikwissenschaftler, Chefdramaturg, Hochschullehrer, Dramatiker, Sachbuchautor und Klassiker-Herausgeber, dessen bedeutendstes Werk Reclams Schauspielführer bis zur 21. Auflage war.

## Leben
Otto C. A. zur Nedden wurde am 18. April 1902 als Sohn von Auguste zur Nedden, geborene Deetjen, eine Nachfahrin des Lustspieldichters August von Kotzebue und des Dante- und Shakespeare-Übersetzers Otto Gildemeier, und des Regierungspräsidenten Eduard zur Nedden in Trier geboren. Nach dem Besuch von Gymnasien in Koblenz und Düsseldorf und seinem Studium der Musikwissenschaft, Literatur und Philosophie in Tübingen, München, Marburg und Freiburg wurde er 1925 in Marburg mit einer Dissertation zur Operngeschichte (Die Opern und Oratorien Felix Draesekes und ihre geschichtliche Stellung zum Doktor der Philosophie promoviert. Seit 1920 war er Mitglied des Corps Suevia Tübingen. Bis 1930 arbeitete zur Nedden freiberuflich als Theaterkritiker in Karlsruhe und Stuttgart, bis er von Martin Karl Hasse zum Assistenten ans Musikwissenschaftliche Seminar der Eberhard Karls Universität nach Tübingen berufen wurde, wo er von 1930 bis 1933 arbeitete. Zur Nedden trat im Januar 1931 der NSDAP bei (Mitgliedsnummer 552.547) und gründete im Juli 1931 die Tübinger Ortsgruppe des Kampfbundes für deutsche Kultur. Ab März 1933 fungierte er als dessen Landesleiter des Gaus Württemberg-Hohenzollern und empfahl sich so für ein Ehrenamt im Kultusministerium. Neben seinem laufenden Habilitationsverfahren wurde er zum Kulturreferenten ernannt und erhielt im Mai 1933 die Dienstbezeichnung „Regierungsrat“. Wegen eines Gerichtsverfahrens , mit Verdacht auf Homosexualität, musste zur Nedden diese Stelle nach wenigen Monaten aufgeben. Seine Habilitationsschrift Beiträge zur Geschichte der Musik am Oberrhein wurde von einem externen Gutachter als ungeeignet abgelehnt. Doch reichte er im April 1933 bei der Philosophischen Fakultät den ersten Teil seiner neuen Schrift Der konzertierende Stil. Ein Stilprinzip der Musikgeschichte handschriftlich ein und erhielt am 20. Mai 1933 in Tübingen die Venia Legendi. Im Oktober 1933 versuchte zur Nedden sich an der Universität in Freiburg umzuhabilitieren, was aber scheiterte.
Er verließ die Universität und wurde dank Parteiverbindungen 1934 Chefdramaturg für Oper und Schauspiel am Deutschen Nationaltheater Weimar, wo er bis 1944 arbeitete. Er habilitierte sich zu Beginn des Sommersemesters 1936 an der Universität Jena um und wirkte dort als Privatdozent für Theater- und Musikwissenschaft. Es wird vermutet, dass andauernde Gerüchte über zur Neddens homosexuelle Neigungen, trotz seiner Vermählung im September 1936, sowohl seine Anstellung als Leiter der Musikabteilung in Joseph Goebbels’ Propaganda-Ministerium in Berlin, als auch die Ernennung zum Professor verhinderten. 1938 wurde er Seminardirektor am musik- und theaterwissenschaftlichen Institut. 1939 bemühte sich zur Nedden erneut um eine Professur, doch die fachlichen Gutachten seiner Kollegen über seine wissenschaftlichen Leistungen wie auch über die Qualität der Arbeit als Dramaturg fielen negativ aus, obschon seine politische Zuverlässigkeit nicht angezweifelt wurde. Die Jenaer Universität forderte im August 1944 erneut eine Professorenstelle für ihn, woraufhin er 1944 zum außerordentlichen und in den letzten Kriegsmonaten am 1. Februar 1945 zum außerplanmäßigen Professor für Musik- und Theaterwissenschaft ernannt wurde.
Neben seinen beruflichen Verpflichtungen profilierte er sich vom 30. Lebensjahr an bis ins hohe Alter mit eigenen Dramen als Theaterautor.
Im Jahr 1937 hielt zur Nedden Vorlesungen über „rassische Probleme der zeitgenössischen Musikpflege“. 1938 wurde er zum Direktor des Musikwissenschaftlichen Seminars und des Theaterwissenschaftlichen Instituts der Friedrich-Schiller-Universität Jena ernannt. Am 25. Februar 1938 wurde sein Lustspiel Der Stier geht los im Residenztheater München uraufgeführt. Zu seinen Nebenposten gehörte auch die des „Stellenleiters für Musik und Bühnendichtung“ in der Gaupropagandaleitung Thüringen. In seinem Werk Drama und Dramaturgie im 20. Jahrhundert. Abhandlungen zum Theater und zur Theaterwissenschaft der Gegenwart propagierte er die „rassische Zusammengehörigkeit und Blutsverwandtschaft“ der altgriechischen Dramatik mit Shakespeare und der deutschen Klassik. 1939 erschien seine dramaturgische Bearbeitung von Christopher Marlowes Stück Der Jude von Malta, das er als das „beste und bedeutendste antisemitische Schauspiel der dramatischen Weltliteratur“ bezeichnete und auch plante, es zu verfilmen. Seine Marlowe-Bearbeitung gehörte auch zum Kulturprogramm der Ausstellung Entartete Musik. Nachdem die Marlowe-Verfilmung nicht realisiert werden konnte, wurde seine Komödie Der Stier geht los 1940 unter dem Titel Hochzeitsnacht von der UFA verfilmt.
Im Jahr 1944 verpflichtete man ihn im Rahmen seines Wehrdiensts zur Germanisierung norwegischer Studenten, die im Konzentrationslager Buchenwald interniert waren. Von 1946 bis 1948 war er Generalsekretär der Deutschen Shakespeare-Gesellschaft in den Westzonen.
Nach dem Zweiten Weltkrieg und nach verlorener Professur setzte zur Nedden sowohl seine wissenschaftliche Karriere als auch seine Arbeit als Dramatiker fort. Sein Entnazifizierungsverfahren zog sich über mehrere Jahre bis 1949 hin, auch weil sich gegen seine Entlastung öffentlicher Widerspruch regte. Uneinsichtig zeigte zur Nedden sich bezüglich seiner NSDAP-Mitgliedschaft, was ein Brief an den ebenfalls nazistisch belasteten Hans Egon Holthusen belegt, in dem zur Nedden nur demjenigen ein Urteil darüber zugesteht, der die NS-Zeit miterlebt habe. Nach einem Fachwechsel engagierte sich er nun hauptsächlich in der Theaterwissenschaft, arbeitete an der Opernschule des Konservatoriums in Duisburg und leitete die Studiobühne der theaterwissenschaftlichen Abteilung der Universität Köln. Ab 1957 wirkte zur Nedden zunächst als Lehrbeauftragter für Regiekunde und ab 1961 als außerplanmäßiger Professor für Theaterwissenschaft an der Universität zu Köln. 1952 nahm er sich für den Reclam-Verlag in Stuttgart der Übersetzung des Lustspiels Der Diener zweier Herren (Carlo Goldoni) von Friedrich Ludwig Schröder an, bearbeitete diese und schrieb ein neues Nachwort, das noch in den Reclam-Nachauflagen der folgenden Jahrzehnte zu finden ist. Ebenfalls für Reclam schrieb zur Nedden Nachworte zu Klassiker-Ausgaben und seit 1953 war er Herausgeber von Reclams Schauspielführer (mit Karl Heinrich Ruppel), der bis zur Jahrtausendwende zahlreiche Neuauflagen erlebte. Auch seine eigenen Dramen aus der Vorkriegszeit wurden neu aufgelegt.
Zur Nedden war evangelisch und seit 1936 mit Irma zur Nedden, geborene Bentner, verheiratet. Er hatte zwei Kinder, lebte in Köln und starb am 23. Oktober 1994 in Dortmund.

## Werke (Auswahl)

### Dramen
- Vanina Vanini. Schauspiel. Das Werk, Stuttgart 1933 (nach einer Novelle von Stendhal) (Erstausgabe als unverkäufliches Manuskript vervielfältigt; 1934 auch unter dem Titel Vanina Vanini in Coburg veröffentlicht).
- Ephialtes. Ein Drama in fünf Akten. Das Werk, Stuttgart 1933 .
- Der Stier geht los. Komödie (nach einer wahren Begebenheit) in 3 Akten (7 Bildern). Das Werk, München 1938. (1941 verfilmt als Hochzeitsnacht).
- Das Strohkehren oder Was sich liebt, das beißt sich. Lustspiel in 3 Akten. Das Werk, München 1940 (als unverkäufliches Manuskript vervielfältigt; 1986 Buchausgabe bei Interma-Orb-Verlags-Gruppe, Düsseldorf).
- Stärker als der Tod. Kammerspiel. 1942 (1986 Buchausgabe auch unter dem Titel Kammerspiele bei Interma-Orb-Verlags-Gruppe, Düsseldorf).
- Manuel und Mario. Ein Schauspiel aus unserer Zeit in 3 Akten. Das Werk, Freiburg im Breisgau 1943 (als unverkäufliches Manuskript vervielfältigt; 1986 Buchausgabe auch unter dem Titel Kammerspiele bei Interma-Orb-Verlags-Gruppe, Düsseldorf).
- Das Testament des Friedens. Ein Schauspiel um den Erfinder des Dynamits Alfred Nobel in 3 Akten. 1947  (1973 Buchausgabe bei Staats Verlag, Wuppertal-Barmen).
- Das andere Urteil. Schauspiel. 1948.
- Sieger über Tod und Leben (Phaeton – Michelangelo). 2 Einakter. 1949 (1985 Buchausgabe auch unter dem Titel Monodramen bei Interma-Orb-Verlags-Gruppe, Düsseldorf).
- Die Stunde der Entscheidung. Ein weltgeschichtliches Schauspiel in 5 Akten. 1951 (1987 Buchausgabe bei Interma-Orb-Verlags-Gruppe, Düsseldorf).
- T. E. Lawrence (Lawrence von Arabien). Die Legende seines Lebens für die Bühne gestaltet. 1954 (1958 Buchausgabe bei Staats Verlag, Wuppertal-Barmen).
- Der letzte Ferientag. Ein heiteres Stück in 3 Akten. Lustspiel. 1955 (1985 Buchausgabe bei Interma-Orb-Verlags-Gruppe, Düsseldorf).
- Hadrian und Antinoos. Schauspiel. 1960. (1986 Buchausgabe auch unter dem Titel Einakter bei Interma-Orb-Verlags-Gruppe, Düsseldorf).
- Eros und Thanatos. 3 Kammerspiele. 1961 (1986 Buchausgabe auch unter dem Titel Einakter bei Interma-Orb-Verlags-Gruppe, Düsseldorf).
- Der Engel des Abgrunds. Eine apokalyptische Phantasie in 3 Akten. 1964 (1983 Buchausgabe bei Interma-Orb-Verlags-Gruppe, Düsseldorf).
- Island-Reise oder der Prozess einer Ehe. Ein Stück in 12 Szenen. 1969 (1984 Buchausgabe bei Interma-Orb-Verlags-Gruppe, Düsseldorf).
- Die Hohenstaufen. Für die Bühne gestaltet. Schauspiel. 1971 (1975 Buchausgabe bei Staats Verlag, Wuppertal-Barmen).
- Griechische Reise. Dramatische Phantasie. 1973 (1984 Buchausgabe bei Interma-Orb-Verlags-Gruppe, Düsseldorf).
- Das andere Urteil. Das Schicksal der Annemarie Bigotte. Interma-Orb-Verlags-Gruppe, Düsseldorf 1985.
- Der Bischof und die Nonnen. Schauspiel in 5 Akten mit anschließendem Satyrspiel. Interma Verlagsgesellschaft, Düsseldorf 1990.

### Kulturgeschichtliche Werke
- Europäische Akzente. Ansprachen und Essays. Staats Verlag, Wuppertal-Barmen 1968.
- Eleusis. Der Unsterblichkeitsgedanke bei den Griechen. Staats Verlag, Wuppertal-Barmen 1971 .
- Die Abenteuer des Herakles. Staats Verlag, Wuppertal-Barmen 1974.
- Europäische Akzente. Kulturgeschichtliche Betrachtungen zu grossen Reisezielen. Interma-Orb-Verlagsgruppe, Düsseldorf 1982.

### Theater- und musikwissenschaftliche Werke
- Verzeichnis sämtlicher Werke von Felix Draeseke. E. Stäglich, Dresden 1924.
- Felix Draeseke. Sein Leben, seine Werke und sein künstlerischer Entwicklungsgang. Ein Beitrag zur Draeseke-Forschung. Selbstverlag, Pforzheim 1925.
- Quellen und Studien zur oberrheinischen Musikgeschichte im 15. und 16. Jahrhundert. Bärenreiter-Verlag, Kassel 1931.
- Der konzertierende Stil. Ein Stilprinzip der Musikgeschichte. 1933 [liegt angeblich nicht gedruckt vor].[6] (Zugleich Habilitationsschrift).
- Drama und Dramaturgie im 20. Jahrhundert. Abhandlungen zum Theater und zur Theaterwissenschaft der Gegenwart. Triltsch Verlag, Würzburg 1940; 3. Auflage 1944.
- Missa in summis. Mit Rev.-Bericht. Heinrich Finck. Herausgegeben vom Musik-Institut der Universität Tübingen unter Leitung von. Karl Hasse. Mit Vorwort von F. Blume, K. Hasse u. O. zur Nedden. Möseler Verlag, Wolfenbüttel 1955.
- Imre Madách. Die Tragödie des Menschen. Eine ungarische Faustdichtung. Selbstverlag, Duisburg 1957.
- Dramaturgie als Wissenschaft. Duisburger Gesellschaft der Theaterfreunde, Duisburg 1962.
- Die Kunst der Fuge des Theaters. 12 Präludien und Fugen für die Bühne. Interma-Orb-Verlags-Gruppe, Düsseldorf 1982.

### Festschriften von und über ihn
- Otto Carl August zur Nedden (Hrsg.): Festschrift zur feierlichen Wiedereröffnung des erneuerten Hauses, Mittwoch, 22. Mai 1940. Herausgegeben im Auftrag der Generalintendanz des Deutschen. Nationaltheaters Weimar. G. Uschmann, Weimar 1940.
- Eike Pies: Otto Carl August zur Nedden. Festgabe zum 68. Geburtstag. (= Beiträge zur Theaterwissenschaft. Bd. 2), Bensberg-Frankenforst 1970.
- Eike Pies: Otto Carl August zur Nedden. Festgabe mit Bibliographie. Bensberg-Frankenforst 1977.
- Eike Pies: Otto Carl August zur Nedden. Gesamtbibliografie herausgegeben zum 80. Geburtstag von Otto Carl August zur Nedden. interma-orb Verlagsgruppe, Düsseldorf 1982.

### Herausgaben
- Musik und Nation. Schriftenreihe des musikwissenschaftlichen Seminars der Friedrich-Schiller-Universität. Triltsch Verlag, Würzburg 1936–1943.
- Schriftenreihe des musikwissenschaftlichen und dramaturgischen Seminars der Friedrich-Schiller-Universität Jena. Merseburger & Co, Leipzig o. J.
- Das Nationaltheater. 10 Bände. Triltsch Verlag, Würzburg 1936–1944.
- Otto Erler und die deutsche Bühne. Zum 70. Geburtstage des Dichters am 4. August 1942. Herausgegeben von der Generalintendanz des Deutschen Nationaltheaters. Weimar 1942.
- mit Walter Thomas: Denkschrift zur Wiederaufnahme ihrer Tätigkeit in der britischen Besatzungszone Deutschlands. Deutsche Shakespeare-Gesellschaft (German Shakespeare-Society). Gegründet 1864 in Weimar. Deutsche Shakespeare-Gesellschaft, Freienohl i. W. 1946.
- Carlo Goldoni: Der Diener zweier Herren. Lustspiel in 2 Aufzügen. Neu durchgesehen und eingeleitet von Otto Carl August zur Nedden. Reclam-Verlag, Stuttgart 1952.
- Georg Büchner: Woyzeck. Ein Fragment. Leonce und Lena. Lustspiel. Herausgegeben und mit einem Nachwort versehen von Otto Carl August zur Nedden. Reclam-Verlag, Stuttgart 1952.
- mit Karl-Heinrich Ruppel: Reclams Schauspielführer. Reclam-Verlag, Stuttgart 1953; 14. Auflage 1978.
- August von Kotzebue: Die deutschen Kleinstädter. Lustspiel in 4 Aufzügen. Mit einem Nachwort von Otto Carl August zur Nedden. (= Reclams Universal-Bibliothek. Nr. 90). Reclam-Verlag, Stuttgart 1956.
- William Shakespeare: Die Komödie der Irrungen. In 5 Aufzügen. Aus dem Englischen. Deutsch von Wolf Heinrich Graf Baudissin. Neu durchgesehen und mit einem Nachwort von Otto C. A. Zur Nedden (= Reclams Universal-Bibliothek. Nr. 273). Reclam-Verlag, Stuttgart 1959.

## Filmografie
- 1940: Hochzeitsnacht (Vorlage: Der Stier geht los, Lustspiel von 1938)